# Yonex
Yonex Co., Ltd. (ヨネックス株式会社 "Yonekkusu Kabushiki-gaisha") es un fabricante japonés de equipamiento deportivo para bádminton, golf y tenis, produciendo raquetas, palos, botines, lanzaderas, pelotas de tenis y otros equipos para dichos deportes.

## Historia
Fue fundada en 1946 por Minoru Yoneyama.
En 1957, Yoneyama comenzó a fabricar raquetas de bádminton para otras marcas. Luego en 1961, se introdujo la primera raqueta Yoneyama, y en dos años inició la exportación de sus productos a nivel mundial. Después de que la compañía comenzó a hacer raquetas de bádminton de aluminio (1969), encontró que la misma tecnología podría ser aplicada a la raqueta de tenis por lo que la introdujo en 1971. La empresa comenzó a experimentar con ejes de grafito para ambos tipos de raquetas y descubrió que éstos también serían útiles para los palos de golf. En 1982 YONEX salió al mercado con la nueva raqueta de tenis sobredimensionada de clase REX con las series R-7 y R-10, las cuales fueron usadas por Martina Navrátilová. Yonex se define como el líder mundial en equipos de golf, tenis y bádminton. Así también provee indumentaria para selecciones nacionales de bádminton de todo el mundo, como la Asociación Malaya de Bádminton, Badminton Scotland, Badminton England, Badminton Ireland y Badminton Wales. Yonex también ha estado trabajando en equipo con OCBC (Orange County Badminton Club) desde 2007 para albergar los Campeonatos de Bádminton del Abierto de Estados Unidos.
En la actualidad la marca goza de gran popularidad sobre todo en el bádminton, deporte en el que es patrocinador de grandes eventos y de muchos de los mejores jugadores y jugadoras del mundo. Es patrocinadora de la jugadora española, y campeona europea, mundial y olímpica Carolina Marín.

## Deportistas
- Tenistas (ATP)

- Nick Kyrgios

- Hubert Hurkacz

- Tim van Rijthoven

- Steve Johnson

- Denis Shapovalov

- Hyeon Chung

- Pierre-Hugues Herbert

- Frances Tiafoe

- Ričardas Berankis

- Radu Albot

- Marton Fucsovics

- Facundo Bagnis

- Yoshihito Nishioka

- Casper Ruud

- Stan Wawrinka

- Tenistas (WTA)

| - Angelique Kerber - Caroline Garcia - Coco Vandeweghe - Anastasija Sevastova - Daria Gavrilova - Magdaléna Rybáriková - Wang Qiang | - Yanina Wickmayer - Donna Vekić - Naomi Osaka - Varvara Lepchenko - Tatjana Maria - Marketa Vondrousova - Nao Hibino | - Andrea Hlaváčková - Evgeniya Rodina - Hsieh Su-wei - Viktorija Golubic - Belinda Bencic - Sabine Lisicki - Victoria Azarenka |

- Exjugadores

| - Martina Navratilova - Monica Seles - Martina Hingis - Lleyton Hewitt - Arantxa Sánchez Vicario | - Ana Ivanovic - Richard Krajicek - Marcelo Ríos - Sergi Bruguera - Mary Pierce | - Iva Majoli - David Nalbandian - Elena Dementieva |